# Abu Sale Mançor
Abu Sale Mançor (em árabe: ابو صالح منصور; romaniz.: Abu Salih Mansur; m. 915) foi um príncipe samânida, que serviu como governador durante o reinado de seu tio Ismail ibne Amade (r. 892–907), seu primo Amade Samani (r. 907–914) e Nácer II (r. 914–953).

## Vida
Abu Sale era membro da dinastia samânida como filho de Ixaque ibne Amade. Sua primeira menção ocorre em 902, quando foi nomeado governador de Rei por seu tio Ismail, que conquistou territórios até Gasvim, na Pérsia. Durante seu governo, se tornou amigo do famoso estudioso persa Rasis. Em 910, ou 911, foi nomeado governador do Sistão por Amade. No entanto, suas políticas tributárias opressivas desencadearam uma revolta no Sistão em 912, liderada pelo carijita Maomé ibne Hurmuz, que era um apoiador do safárida Anre ibne Iacube (r. 912–913). Abu Sale foi então feito prisioneiro até que a rebelião foi esmagada por um exército samânida comandado por Huceine ibne Ali Marvarrudi em 913. Em 913-914, Abu Sale foi nomeado governador de Coração, mas a anarquia foi desencadeada pela morte de Amade e a ascensão ao trono do menino Nácer II, de 8 anos. O pai de Mançor revoltou-se em Samarcanda, enquanto ele se autoproclamou emir de Nixapur e várias outras cidades do Coração. Morreria de morte natural em Nixapur provavelmente em 915, antes que um exército enviado contra ele liderado por Hamuia ibne Ali chegasse.